# Cymothoa excisa
Cymothoa excisa là một loài chân đều trong họ Cymothoidae. Loài này được Perty miêu tả khoa học năm 1833.